# فوستن تواجیرامونجو
فوستن تواجیرامونجو (انگلیسی: Faustin Twagiramungu; ۱۴ اوت ۱۹۴۵ – ۲ دسامبر ۲۰۲۳) سیاستمدار اهل رواندا بود. وی از ۱۹ ژوئیه ۱۹۹۴ تا ۲۸ اوت ۱۹۹۵ نخست‌وزیر این کشور بود. او اولین رئیس دولت پس از تصرف کیگالی توسط جبهه میهنی رواندا (RPF) بود. تواجیرامونجو به زودی با سیاست‌ها و اقدامات جبهه میهنی مخالفت کرده و استعفا داد و در حصر خانگی قرار گرفت، اما موفق به ترک کشور شد تا در بلژیک ساکن شود.
فوستن تواجیرامونجو در ۲ دسامبر ۲۰۲۳، در سن ۷۸ سالگی در شهر بروکسل در بلژیک درگذشت.